# GBMhomebroker

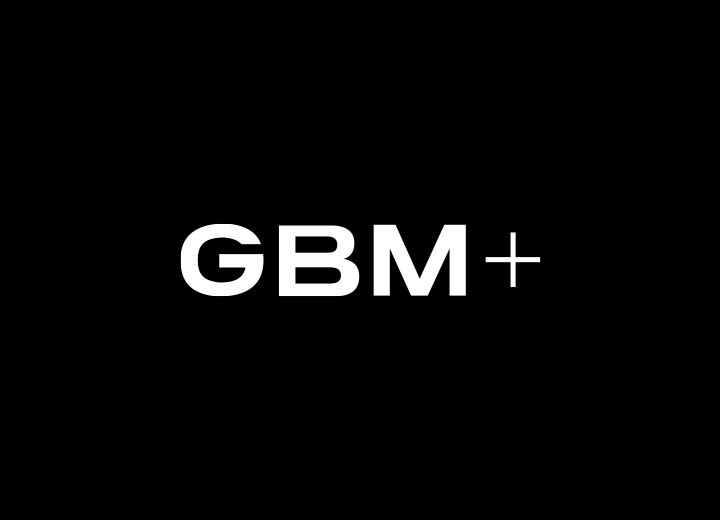
GBM+ Logo

GBM Plus Trading o GBM+ Trading (anteriormente GBMhomebroker) es una plataforma digital que permite a sus usuarios la compraventa de acciones y valores que se encuentran listados en la Bolsa Mexicana de Valores  y el Sistema Internacional de Cotizaciones (SIC) en tiempo real. Es parte de la suite de productos financieros GBM Plus o GBM+.
GBM+ Trading fue desarrollado en 2011 por Grupo Bursátil Mexicano (BMV: GBMO), Casa de Bolsa independiente con más de 35 años de historia en el mercado mexicano, con el fin de democratizar las inversiones en México.
Además de la plataforma de inversión, GBM+ Trading provee a sus clientes acceso a una estructura de análisis, ideas de inversión y educación financiera.

## Antecedentes

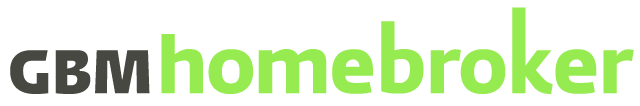
Logotipo original.

En México existen únicamente 216 mil [actualizar] personas que invierten en la BMV mientras que en EUA lo hacen seis de cada 10. En la BMV hay tan solo 140 empresas que cotizan.
Por ende, el mercado de capitales mexicano ha sido percibido como muy pequeño, muy cerrado e incluso en ocasiones elitista.
En 2011 GBMhomebroker surge con el objetivo de democratizar las inversiones en México y empoderar al usuario brindándole con su plataforma digital, todas las herramientas necesarias para que pueda tomar las mejores decisiones de inversión en tiempo real.
La idea que promueve su creación es replicar la mesa de capitales creando una infraestructura ágil, eficaz y en dónde las operaciones se puedan llevar a cabo vía remota en milésimas de segundos y sin necesidad de un tercero. 
Para la lograr la democratización del mundo financiero, además de una estructura en línea, GBMhomebroker se adjudica la tarea de promover una intensa educación financiera que es accesible de manera gratuita en sus redes sociales.
También organiza eventos presenciales, como lo fue el 1.er GBMhomebroker Trader Day en la BMV el pasado 9 de abril de 2014, con la idea de acercar al usuario final la experiencia real de la bolsa. Para 2015, el Trader Day tuvo tanto éxito que se llevó a Monterrey y Guadalajara.
Si GBM+ Trading fuera una casa de bolsa independiente sería más grande, por monto operado, que ocho de las 38 casas de bolsas del país superando a competidores como BXMas, Intercam, Evercore, BTG Pactual, Value y Valmer.

## GBM+ Trading y el SIC
Para apoyar en la diversificación de portafolio de sus clientes, en 2014, GBM+ Trading se comprometió con la comunidad financiera a pedir el listado de una compañía extranjera en el SIC cada mes. Por lo tanto, de manera mensual, GBMhomebroker nombra a un número de empresas en una encuesta que publica en sus redes sociales y deja que la comunidad financiera elija a su preferida. Entre las empresas que GBMhomebroker ya ha listado se encuentran SolarCity, Nike, Twitter, Manchester United Football Club, LinkedIn, Halliburton, Chipotle Mexican Grill, Whole Foods Market, GoPro. y Twentieth Century Fox.
En su primera edición del concurso del SIC para 2015, que se llevó a cabo en febrero, la empresa seleccionada por la comunidad financiera para su listado en el SIC es L Brands, la casa matriz que opera a Victoria's Secret.

## Características
El diseño de la plataforma está inspirado en las características que se llevaban a cabo en el piso de remates. Fue creada por seis diseñadores web especializados en UX (User Experience) y permite que el usuario lleve a cabo sus transacciones en tan solo 175 mili segundos.
En la plataforma el usuario puede hacer tres tipos de operaciones que incluyen ventas en corto, compra y venta de activos y margen intradía.
También tiene la posibilidad de escoger entre nueve tipos de órdenes:
- Limitada
- En línea
- MPL pasiva
- MPL activa
- MPL volumen oculto
- One cancel another
- Stop en línea
- Stop limitado
- Good till cancel

De entre los instrumentos que el usuario puede comprar y vender con GBM+ Trading están: acciones, Exchange-traded fund (ETF’s), fondos y Fideicomisos de Inversiones en Bienes Raíces (FIBRA).
En enero de 2015, por motivo de su cuarto aniversario, GBMhomebroker la lanza su nueva plataforma GBMhomebroker Pro, que ahora cuenta con modalidad multi-pantalla y multiplataforma. Además el usuario puede optar por hasta 10 widgets que le va indicando toda la inteligencia de mercado que requiere para su toma de decisiones.

En junio de ese mismo año, GBMhomebroker, puso a disposición de sus clientes una app para el Apple Watch.

## Compromiso con la educación financiera
GBMhomebroker constantemente provee a sus clientes y a la comunidad financiera con análisis, estrategias de inversión, información oportuna y herramientas didácticas.

Entre el material al cual se puede acceder de manera gratuita existen:
- Blog de noticias[28]
- Webinars[29]
- Libros electrónicos[30]
- Contenido descargable
- Reportes de apertura de mercado
- Reportes de media sesión
- Reportes de cierre de mercado
- Reportes semanales
- Reportes trimestrales
- Calendario económico
- Ideas de inversión
- Videos educativos[31]

## Concurso Unitraders
GBM+ Trading, creó este concurso para impulsar a los jóvenes a conocer el mundo bursátil y el manejo de capitales. En este concurso, se organizan equipos, operan con dinero real de la casa de bolsa, y al cierre del concurso los rendimientos generados le pertenecen al equipo. Los tres primeros lugares, por universidad, tienen premios monetarios que se depositan en una cuenta individual de GBMhomebroker. El objetivo es que los estudiantes de carreras universitarias tengan una experiencia real en el mercado de capitales.
Entre las universidades que actualmente participan en este concurso están:
- Universidad Anáhuac del Norte
- Universidad Anáhuac del Sur
- Universidad Panamericana
- Universidad Regiomontana
- ITAM
- ITESO
- UNIVA
- ITESM
- La Salle (Pachuca)
- UVM (Monterrey)

## Reconocimientos
El 12 de noviembre de 2014, GBMhomebroker, recibió por parte de CNNExpansión el premio a lo mejor del e-business financiero de 2014. El premio de CNNExpansión es el máximo reconocimiento que hace esta publicación a las iniciativas productivas, innovadoras y originales de los negocios digitales.

En la cuarta edición de los Premios CNNExpansión un total de 110 proyectos se inscribieron de julio a septiembre a través de la convocatoria de la publicación en algunas de las ocho categorías: Apps, B2B, Comercio, Content Marketing, Emprendedores, Financiero, Gobierno, Turismo. Posteriormente, un jurado, conformado por editores y directivos de Grupo Expansión, eligió en dos rondas distintas tanto a los finalistas como a los ganadores de cada una de las categorías.